# FCF Monteux
Der Football Club Féminin Monteux Vaucluse oder kurz FCF Monteux ist ein französischer Frauenfußballverein aus Monteux, einer zwischen Carpentras und Avignon gelegenen provençalischen Kleinstadt.

## Geschichte
1981 gründeten Frauenfußballinteressierte eine Abteilung beim örtlichen Sportverein Olympique Monteux. Diese machte sich 1988 unter ihrem bis heute geltenden Namen selbständig. Monteux' Vereinsfarben sind Rot und Weiß. Die Ligaelf trägt ihre Heimspiele im städtischen Stade Saint-Hilaire auf der Plaine des Sports Raymond Chabran aus, das über einen Kunstrasenplatz verfügt.
Der FCF Monteux ist für seine erfolgreiche Nachwuchsarbeit bekannt. So standen alleine drei Spielerinnen des Klubs im französischen B-Jugend-Aufgebot, das 2012 Jahrgangsweltmeister wurde (siehe unten, „Bekannte Spielerinnen“); 2015 wurde er dafür auch vom französischen Fußballverband FFF mit dem Label École de football féminin ausgezeichnet.

## Ligazugehörigkeit und Erfolge
Der FCF Monteux gehört seit dem Sommer 1997 bis einschließlich der Saison 2015/16 ununterbrochen der Division 2 Féminine an und spielte darin über diesen langen Zeitraum eine wichtige Rolle: neun Spielzeiten schlossen die Südfranzösinnen in ihrer jeweiligen Zweitligastaffel auf einem der ersten drei Tabellenränge ab, zweimal sogar als Gruppensieger (2002 und 2003) sowie fünfmal als Zweitplatzierte (gleich 1998 nach ihrem Aufstieg, zudem 2001, 2005, 2008 und 2011). Kein anderer Verein war dem Aufstieg in die erste Division so oft so nahe – und scheiterte dennoch jedes Mal. Besonders bitter war dies 2002, als die Frauenmannschaft sportlich bereits aufgestiegen war, die FFF jedoch beschlossen hatte, außerplanmäßig das Auswahlteam des nationalen Nachwuchsförderzentrums, den CNFE Clairefontaine, an der höchsten Liga teilnehmen zu lassen und dafür dem schlechtesten der drei Zweitligagruppensieger den Aufstieg zu verwehren. Diese Position belegte in der anschließenden Meisterrunde der drei Gruppensieger der FCF Monteux.
Im erst mit der Saison 2001/02 eingeführten Pokalwettbewerb um die Coupe de France erreichte Monteux zwar häufiger den landesweiten Hauptwettbewerb, konnte dabei jedoch nur einmal – dies war bei dessen erster Austragung – relativ weit vordringen. In diesem Jahr schalteten die Frauen mit dem HSC Montpellier sogar einen Erstligisten aus, ehe sie sich in der Runde der letzten acht Teams Saint-Brieuc FF knapp geschlagen geben mussten.

## Bekannte Spielerinnen
- Michèle Mani
- Léa Rubio
- Manon Uffren
- Amandine Blanc, Marion Romanelli, Laurie Saulnier (U-17-Weltmeisterinnen 2012)
- Selen Altunkulak

## Nachweise und Anmerkungen
1. ↑  nach dem Abriss der Vereinsgeschichte (Memento des Originals vom 3. März 2016 im Internet Archive)  Info: Der Archivlink wurde automatisch eingesetzt und noch nicht geprüft. Bitte prüfe Original- und Archivlink gemäß Anleitung und entferne dann diesen Hinweis. auf fcfmv.fr
2. ↑  siehe die Webseite der Stadt (Memento des Originals vom 4. September 2015 im Internet Archive)  Info: Der Archivlink wurde automatisch eingesetzt und noch nicht geprüft. Bitte prüfe Original- und Archivlink gemäß Anleitung und entferne dann diesen Hinweis.
3. ↑  nach der Meldung „Drei Vaucluserinnen bei den Bleuettes“ vom 13. September 2012 bei laprovence.com
4. ↑  siehe die Meldung vom 26. Juni 2015 bei actufoot84.com
5. ↑  siehe die Saisonresultate 1997/98 bei rsssf.org